# 大邱保健大学
大邱保健大学（韩语：／）是一所位于大韩民国大邱廣域市北区的私立大学，建立于1971年。学校旨在培养医疗保健人才。学校开设临床病理、放射、牙齿卫生、物理治疗、临床治疗、健康饮食、保健行政、语言能力康复、美容搭配、餐饮、糕点、酒店酒水、食品营养、看护，消防安全管理、幼儿教育、金融会计、室内设计、生活体育、武道指导等专业。校训为“创意、研磨、诚实”。